# Indaparapeo
Indaparapeo település Mexikó Michoacán államának Cuitzeo régiójában, lakossága 2010-ben megközelítette a 7000 főt.

## Földrajz
Indaparapeo Michoacán északkeleti részén, a Vulkáni-kereszthegység hegyei között fekszik az állam fővárosától, Moreliától mintegy 20 km-re. Áthalad rajta a 126-os főút is. Maga a település a tenger szintje felett körülbelül 1900 méterrel fekszik, de tőle közvetlenül délre már csaknem 1000 méter relatív magasságú hegyek emelkednek. Átfolyik rajta az El Caguaro nevű patak, amely azonban a csapadék időbeli eloszlásának egyenetlensége miatt csak időszakos vízfolyás.

## Népesség
A település népessége a közelmúltban hullámzott: hol csökkent, hol nőtt. A változásokat szemlélteti az alábbi táblázat:
| Év   | Lakosság |
| ---- | -------- |
| 1990 | 6488     |
| 1995 | 7044     |
| 2000 | 6729     |
| 2005 | 6541     |
| 2010 | 6791     |

## Története
A spanyol hódítás előtt a taraszkókkal szövetséges matlalzingák éltek a területen, a település a 16. század közepén jött létre. 1550-ben alapította a helyi plébániát Vasco de Quiroga, Michoacán püspöke.
A függetlenségi háború elején két említendő esemény zajlott itt vagy a közelben. 1810. október 15-e előtt a Valladolid (ma: Morelia) felé haladó felkelőhad itt találkozott a valladolidiak küldöttségével, akik a várost békés körülmények között adták át nekik. Október 18-án pedig, miután a közeli Charóban vagy Charo és Indaparapeo között a harc két kiemelkedő vezére, Miguel Hidalgo y Costilla és José María Morelos találkoztak, itt, Indaparapeóban váltak el egymástól. A helyiek valószínűsítik, hogy itt történt az is, hogy Hidalgo a déli hadak főparancsnokává nevezte ki Morelost.
Indaparapeo község 1831-ben jött létre. Ekkor egyike volt a legnagyobb és természeti erőforrásokban leggazdagabb községeknek a környéken, de először az 1921-es, később az 1936-os területrendező törvények jelentősen megcsonkították a községet, így a központi település is hanyatlásnak indult.

## Turizmus, látnivalók
A településen több régi műemlék épület is található, közülük legkiemelkedőbb a 16. századi Nuestra Señora de la Paz-parókia. Két kápolna is épült a közelben: 1898-ban a Virgen de la Asunción-kápolna, 1895-ben pedig a Quirio-hacienda mellett a Guadalupei Szűzanya-kápolna. Ismeretlen időben épült történelmi emlék még a Portal Morelos, ahol a hagyomány szerint Hidalgo megbízta Morelost, hogy vonuljon délre és ott harcoljon tovább.
Indaparapeo legrégebbi szobra az 1538-ban Quiroga püspök által adományozott Virgen de la Paz-szobor, ami ma a templomban látható. Más 19. század végi vallási tárgyú szobrok mellett áll még a városban egy történelmi tárgyú szoborcsoport is: a mű Miguel Hidalgo és José María Morelos találkozását ábrázolja. Ennek a találkozásnak az emlékére minden év október 20-án megemlékezést is tartanak.